# Bob Ginnetti
Robert Anthony Ginnetti, detto Bob (Vancouver, 31 luglio 1965), è un ex hockeista su ghiaccio canadese naturalizzato italiano.

## Carriera

### Club
Dopo le giovanili giocate in Nord America, tutta la sua carriera da professionista si è svolta in Europa: dapprima nei Paesi Bassi (con il GIJS Groningen nel biennio 1985-1987), poi in Italia (dove ha a più riprese vestito le maglie di Alleghe e Fiemme, oltreché quelle di due compagini milanesi, Milano Saima e Devils Milano) ed infine in Germania (con EC Bad Tölz, EC Nordhorn e ERC Ingolstadt, all'epoca tutte in seconda serie).

#### La radiazione per violazione della clausola compromissoria
Nel periodo in cui giocava col Milano Saima (stagione 1993-1994), Ginnetti fece causa all'Alleghe per degli stipendi non pagati, violando così la clausola compromissoria. La FISG, nonostante il giocatore si fosse rivolto alla federazione prima di fare causa alla sua ex squadra, ne decreta la radiazione al termine della stagione 1994-1995. Ginnetti rimase pertanto fermo nella stagione 1995-1996, venendo poi costretto a trasferirsi in Germania per continuare a giocare.

### Nazionale
Ha vestito la maglia della nazionale italiana ai mondiali di gruppo B del 1991, vinto, e nel mondiale maggiore del 1992, oltreché al torneo olimpico di Albertville 1992.

## Vita privata
Il figlio Cameron Ginnetti è a sua volta un hockeista su ghiaccio.